# Лом под Сторжичем
Лом под Сторжичем (словен. Lom pod Storžičem) је насељено место у општини Тржич, Горењска регија, Словенија.

## Историја
До територијалне реорганизације у Словенији био је у саставу старе општине Тржич.

## Становништво
У попису становништва из 2011. године, Лом под Сторжич је имао 346 становника.
| Број становника према пописима | Број становника према пописима | Број становника према пописима |
| ------------------------------ | ------------------------------ | ------------------------------ |
| 1991                           | 2002                           | 2011                           |
| 310                            | 339                            | 346                            |

Напомена: До 1953. исказивано под именом Лом.